# لیناردو فاریاس
لیناردو فاریاس (به پرتغالی: Leandro Farias) مهاجم اهل برزیل است که در شهر پورتو الگره و در تاریخ ۱۸ اکتبر ۱۹۸۳ به دنیا آمده‌است.
لیناردو فاریاس در تیم‌های فوتبال Avaí، باشگاه فوتبال شریف تیراسپول، Avaí، Metropolitano، Mogi Mirim سابقهٔ حضور دارد.